# 카테터

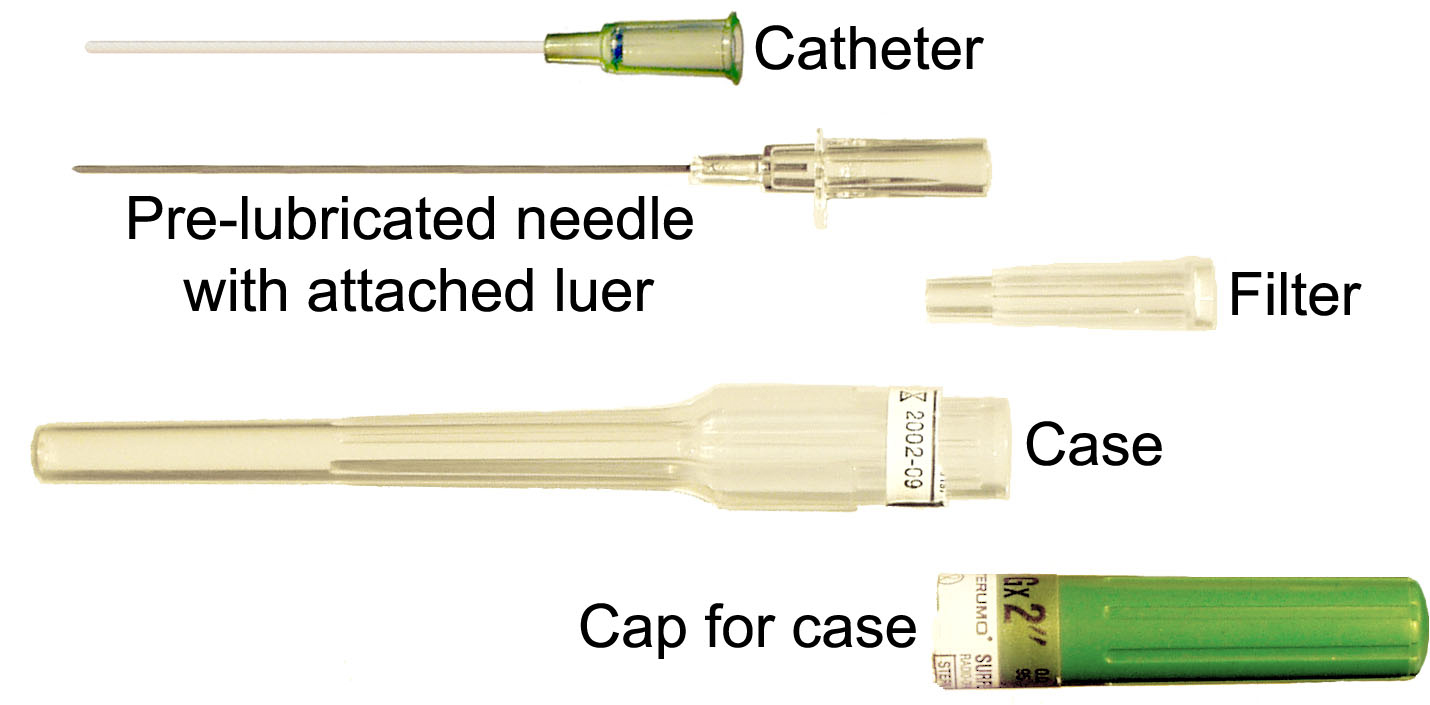
카테터를 분해한 모습

카테터(영어: catheter, 도관, 이끌관)는 의료용 소재를 이용, 압출 성형하여 만든 얇은 관으로 의학 분야에서 다양한 기능으로 쓰이고 있다. 카테터는 병을 다루거나 수술을 할 때 인체에 삽입하는 의료용 기구이다. 재료나 만드는 방식에 따라 심혈관, 비뇨기과, 위장, 신경 혈관, 안과 등 다양한 분야에서 응용이 가능하다.
카테터는 인체의 강, 관, 혈관에 삽입할 수 있다. 배액, 액체, 기체를 투여할 때나 수술용 기구를 이용하여 접근할 때 쓰이고, 이 밖에도 카테터의 종류에 따라 다양하게 사용되고 있다. 카테터가 삽입되는 과정을 카테터리제이션(catheterization)이라 한다. 카테터는 사용 목적에 따라 단단한 정도를 조절할 수 있는데 대부분의 경우에 얇고 유연한 관을 사용한다. 일시적이든 영구적이든 관계없이 신체에 남아 있는 카테터는 유치 카테터(indwelling catheter)라 부른다. 영구적으로 삽입한 카테터는 펌 카테터(permcath)라 부른다.
고대 시리아 사람들은 갈대를 보고 카테터를 고안하였다. 원래 “Katheter”는 예를 들면 플러그와 같이 삽입이 된 기구라고 불렀다. 결국 “katheter”는 “(어떤곳에) 놓여져 있다”는 것을 의미하는 “kathiemai”에서 온 말이다. 고대 그리스 사람들은 방광 안의 소변을 비우기 위해 요도에 속이 빈 금속 관으로 된 카테터를 넣었었는데, 그 때 쓰이던 관이 “kathether”로 알려지게 되었다.

## 사용

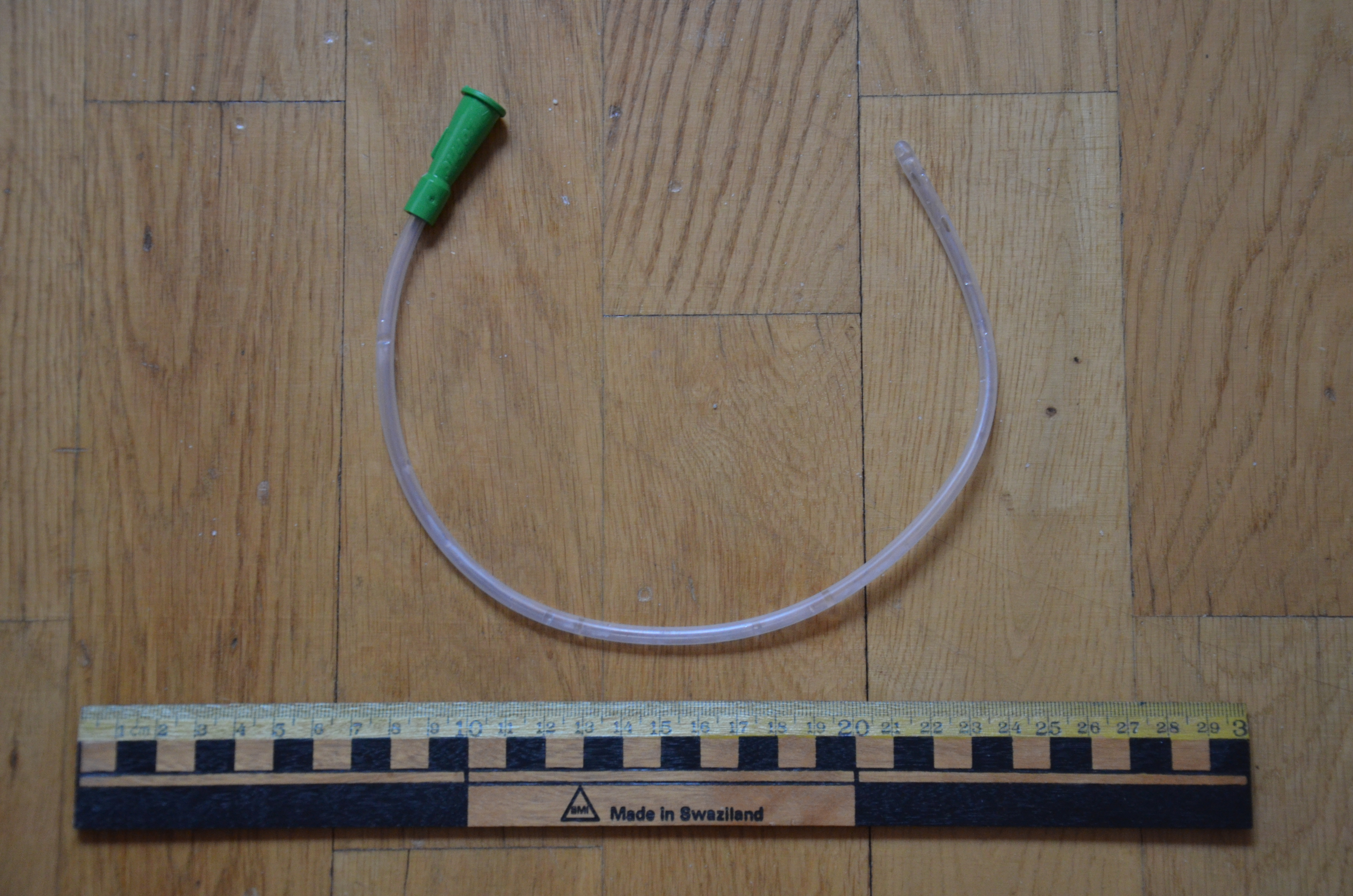
일회용 도뇨 카테터, 40 cm

- 방광에 차 있는 소변을 배출 시키는 경우. 예를 들어 간헐적 도뇨 카테터(intermittent catheter)와 유치 도뇨 카테터(Foley catheter)를 사용하게 되고, 요도가 손상 입었을 때(요로 폐색 등)는 치골 상부에 카테터리제이션(suprapubic catheterization)을 하게 된다.

- 경피 신루술(percutaneous nephrostomy)이라는 시술을 통해, 신장을 통하여 소변을 배출 시키는 경우. (요로 폐색으로 소변이 요도로 배출되지 못하면, 피부를 통하여 신장에 카테터리제이션 하여 신우에서 직접 소변을 몸 밖으로 배출 시킨다.)

- 정맥으로 직접 액체를 투입하는 경우. 투약 하거나 정맥을 통한 영양 공급(parenteral nutrition).

- 액체 저류(fluid collection)를 배출 시키는 경우. 비정상적인 액체들을 배출시킴.(농양 등)

- 혈관조영술(angioplasty), 혈관 조영 검사(angiography), 풍선 사이막 절개술(balloon septostomy), 풍선 부비동 확대 성형술(balloon sinuplasty), 심장 전기생리학 테스팅, 카테터박리(catheter ablation) 등. 주로 셀징거법(Seldinger technique, 혈관을 노출시키지 않고 경피적으로 혈관 내에 도관을 삽입하는 방법)을 사용한다.

- 동맥이나 정맥에 직접 삽입하여 혈압을 측정하는 경우.

- 두개내압(intracranial pressure)을 측정하는 경우

- 경막외 공간(epidural space), 지주막하강(subarachnoid space), 또는 완신경총(brachial plexus)과 같은 주요 신경 다발 주변에 마취제를 투여하는 경우.

- 산소, 휘발성 마취제를 투여하는 경우, 기관절개용 튜브(tracheal tube)를 사용하여 인공 호흡을 하는 경우.

- 수액 세트(infusion set), 인슐린 펌프를 통한 인슐린이나 기타 약물을 피하에 투여(subcutaneous administration)하는 경우.

- 중심 정맥 카테터(central venous catheter)는 심장 근처 정맥이나 심장 바로 안에 위치하고 있는 구멍이 큰 카테터 안으로 약물이나 액체를 전달하는 도관이다.

- 스완-간 카테터(Swan-Ganz catheter)는 심장의 압력을 재기 위하여 폐동맥 안에 있는 특이한 타입의 카테터이다.

- 배아 이식 카테터(embryo transfer catheter)는 체외 수정에 의한 배아를 자궁에 삽입하기 위해 고안되었다. 길이는 150mm에서 190mm로 다양하다.

- 제대 카테터(lical line)는 신생아 집중 치료실(NICU)에서 미숙아의 빠른 혈액 순환을 위해 사용된다.

- 투히 보스트 어댑터(Tuohy-Borst adapter)는 카테터를 다른 여러 장치들에게 연결시킬 때 쓰는 의료 장비이다.

- 자궁 내 카테터(intrauterine catheter)는 특히나 정자 세정 후 자궁 내에서 인공 수정할 경우에 쓰이고 있다. 이것은 의사가 하도록 되어 있다.

## 발명한 사람
미국에서 최초로 유연한 카테터를 발명한 때는 18세기이다. Benjamin Franklin은 그의 창의력을 그의 가족들의 의료 문제로 넓혀 나가던 중, 그의 형제였던 John이 요로 결석을 겪고 있었던 시기인 1752년에 유연한 카테터를 발명하게 되었다. Franklin의 카테터는 금속으로 만들어졌는데, 부품들은 삽입할 때 단단함을 유지하기 위해 철사로 에워싸져 있었다.
「Benjamin Franklin 전집」(1959) 4권에서 편지에 달린 각주에 의하면, Benjamin Franklin은 1720에 유연한 카테터를 발명했던 Francesco Roncelli-Pardino의 공이라고 말하고 있다. 사실상 Benjamin Franklin은 훨씬 이전에 유연한 카테터가 발명되었을 지도 모른다고 주장하고 있다.
초기 현대의 카테터 응용 기술을 쓴 사람은 Claude Bernard인데, 1844년에 심장카테터법을 썼다. 이 방법에서 경정맥(juglar vein)과 경동맥(carotid artery)을 통해서 말의 심실에 들여보내는 것도 있었다. 이것이 초기와 현대의 카테터 응용 모습이라고 할 수 있는데, 지금도 여전히 신경외과 의사들, 심장병 전문의들, 그리고 흉부외과 의사들이 이 방법을 사용하기 때문이다.
David S. Sheridan은 1940년대에 현대의 일회용 카테터를 발명하였다. 그는 4개의 카테터 회사를 시작해서 모두 매각하고, 1988년에 포브스 잡지(Forbes Magazine, 미국의 경제잡지)로부터 “카테터의 왕”이라는 별명을 얻었다. 또한, 요즘에도 수술할 때 일상적으로 쓰이는 현대의 플라스틱 일회용 기관 내 관을 발명한 공로도 있다. 그의 발명에 앞서, 살균,소독해서 재사용하는 빨간 고무 관이 있었는데, 그것은 감염의 위험이 높아서 종종 질병의 확산을 일으키기도 하였다. 그리하여 Sheridan는 이 발명을 통해서 수천만의 생명들을 살리게 되었다.
1900년대 초기에는 더블린 태생의 Walsh라는 사람과 유명한 스코틀랜드의 비뇨기과 의사인 Norman Gibbon은 오늘날의 병원에서 사용하는 표준의 카테터를 만들기 위하여 팀을 이루었다. 두 개발자의 이름을 따서 Gibbon-Walsh 카테터라고 불렀다. Gibbon-Walsh 카테터는 다른 카테터 그 이상의 장점을 보여 주고 있다. Walsh 카테터는 특히 감염이나 응괴의 잔류가 없이 방광을 걸러주기 때문에 전립샘 절제 수술에 유용하다. Gibbon 카테터는 더 이상의 응급 전립선 절제 수술이 필요 없게 만들었다. 또한 요도 누공(urethral fistula)의 경우에도 매우 유용하게 쓰인다. 요도를 팽창시키고 Gibbon 카테터를 이용한 길을 만드는 간단한 절차만으로도 누공을 막을 수 있다. 그리고 요도 협착(urethral stricture)의 치료나, 일시적인 조치이지만 전립선 암에 의한 폐뇨(retention of urine)의 치료에도 쓰이고 있다.

## 같이 보기
- 스텐트
- 삽입관
- 폴리 도뇨관